# Дератизација
Дератизација је скуп поступака који се спроводе у циљу уништавања пацова и других глодара као преносиоца узрочника одређених заразних болести (салмонелозе, лептоспирозе, туларемија и других болести).

## Циљ дератизације
Главни циљ дератизације је смањити популацију мишолики глодара, који осим што су преносници или резервоари заразних болести, уништавају и загађују велике количине хране и намирница (брашно, шећер). У потрази за храном способни су снажним секутићима оштетити различите препреке на које наилазе: водоводне цеви, електрични и телекомуникационе водове, намештај, амбалажу ... и тако изазвати велике материјалне штете.
Само у задњих година забележени су случајеви да су поједини квартови остајали без струје или су семафори били ван функције ради оштећења проузрокованих прегризањем водова од стране пацова. Због секутића који стално расту и стално се морају трошити на тврдим материјалима пацови посзају за предметима који им нису јестиви нити су им препрека већ на њима једноставно задовољавају природну потребу за глодањем. 
Потреба за сталним превентивним акцијама и тиме одржавање њиховог броја на биолошком минимуму је оправдана ако знамо за њихов велики биолошки потенцијал. Женке више пута загодину знају доносе на свет 8-20 младунаца који брзо расту и сазревају. Сматра се да би једна плодна женка теоретски-уколико се уклоне сви негативни фактори кроз четири године могла имати 20.000.000 потомака.

## Мере заштите од глодара
Од штетног утицаја мишоликих глодара можемо се заштитити превентивним и куративним мерама.

### Превентивне мере
Превентивне мере укључују читав низ методе за спречавање долазак и репродукцију глодара у једном одређеном подручју. Мере превенције у начелу обухватају:
- контролу хигијенских услове (уклањање смећа и другог отпада),
- чување и складиштенје хране у заштићеним посудама, одвојено од пода и зида,
- изградњу објеката од чврстих материјала (лимених и бетонских)
- спречаванје улазак глодара у објекте постављањем заштитних мрежа, ређетки и поклопаца на канализавционим и вентилационим отворима, јер су то најчешћи путеви за улазак глодара,
- одржавање хигијене у стамбеним и индустријским објектима и околини, једна је од основних мера превенција у борби против репродуковања свих штеточина.

### Куративне мере
Ако превентивне мере не спрече улазак и смештај глодара у човеков животни простор, морају се применити куративне методе. Методе из ове групе могу се поделити на биолошке, физичке и хемијске

#### Биолошке методе дератизације
Примена предатора
За уништавање глодара користе се и природни непријатељи (предатори) мачке, пси, мунгоси, лисице, птице грабљивице, сове и друге. Због слежене обуке и припитомљавања, они нису практични за масовнију употребу и ретко се користе у пракси.
Примена стерилизанта
Примена стерилизаната глодара је још увек у фази истраживанја и тестирања.

#### Физичке и механичке методе
Примена мамаца и замки
Методе из ове групе укључују примену различитих замки и клопки за глодаре (уз коришћењем високонапонске струје, замрзивача, различитих лепкова итд.). Ово су најстарије методе за уништавање глодара. Недостатак ових мера је:
- ангажованје великог броја радне снаге која је неопходна за њихово постављање и контролу, ови поступци се примењују само на мањим површинама и у објектима.
- глодари у замкци често остану живи и морају патити;
- само један глодар може пасти у једну замку;
- замка мора бити поново напуњена након сваког ухваћеног глодара;
- замка се мора темељно опрати врућом водом и детерџентом после сваке употребе
- бол и страх након упада у замку код глодара изазива обилно мокрење, а излученом мокраћом упозоравају на опасност остале глодаре који масовно беже са тог места.

Примена ултразвука
Људско уво не може открити звучне таласе са фреквенцијом испод 20 КХз, али зато глодари могу регистровати звук изнад 60 КХз. Ово омогућава инсталирање звучних уређаја, као мера жаштите од глодара, јер континуирано емитују јак ултразвук. Ултразвук у великој мери узнемирава глодаре и они не улазе у тако заштићену просторију. До сада се ултразвук користи само ограничено, за заштиту складишта у којима стално не бораве људи из следећих разлога:
- ултразвук мора бити емитован континуирано; иако људски слух не открива ултразвук, његова продужена употреба у присуству људи није пожељна;
- глодари не умиру, већ само напуштају звучно место и насељавају се у суседне зграде и просторије;
- ако се емитовање заустави више од два дана, поново запоседају ту просторију;
- ултразвучне инсталације захтевају непрекидно напајање и техничку подршку.

#### Хемијске методе
Хемијске методе за уништавају глодара подразумева употребу отрови (родентицида). Родентицидаи се најчешће користе у смеши са храном, а постављају се на местима где се глодари крећу или хране (подруми, складишта, луке).